# لورا سانكو
لورا سانكو (بالإنجليزية: Laura Sanko؛ مواليد 7 ديسمبر 1982) هي مُعلِّقة أمريكية للفنون القتالية المختلطة وتعمل حاليًا في يو إف سي. سبق لها وأن نافست في بطولة إنفيكتا للقتال.

## الخلفية
تبنت سانكو لقب «فانسي» خلال مسيرتها القتالية القصيرة بعد أن أخبرها أحد معارفها أنها رائعة جدًا على أن تقاتل فعليًا، بدلاً من مجرد التدرب على فنون القتال المختلطة.
في عام 2021، أصبحت سانكو أول معلّقة تعمل على البث في عصر زوفا أو إندفر في يو إف سي عندما قدمت تعليقًا ملونًا للموسم الخامس من سلسلة منافسات دانا وايت.
في يناير 2023، أصبحت سانكو أول معلقة ملونة تظهر على بث يو إف سي منذ كاثي لونغ في يو إف سي 1 في عام 1993 عندما انضمت إلى حجرة البث في حدث يو إف سي ليلة القتال: لويس ضد سبيفاك. في 10 سبتمبر 2023، ظهرت سانكو لأول مرة كمعلقة في حدث دفع مقابل المشاهدة في يو إف سي لحدث يو إف سي 293.

## سجل فنون القتال المختلطة
| السجل المهني |       |         |
| 1 نزال       | 1 فوز | 0 خسارة |
| إخضاع        | 1     | 0       |

| النتيجة | السجل | الخصم    | الطريقة               | الحدث                            | التاريخ      | الجولة | الوقت | المكان                               | الملاحظات              |
| ------- | ----- | -------- | --------------------- | -------------------------------- | ------------ | ------ | ----- | ------------------------------------ | ---------------------- |
| فاز     | 1–0   | كاسي روب | إخضاع (خنق خلفي عاري) | إنفيكتا إف سي 4: إسبارزا ضد حايت | 5 يناير 2013 | 2      | 1:07  | كانساس سيتي، كنساس، الولايات المتحدة | أول ظهور في وزن الذرة. |

## وصلات خارجية
- لورا سانكو على موقع شيردوغ (الإنجليزية)
- لورا سانكو على موقع IMDb (الإنجليزية)